# 丘普朗·阿瑞昆
丘普朗·阿瑞昆（泰語：、皇家轉寫：Choeprang Arikun、國際音標：[t͡ɕʰɤː.praːŋ ʔaː.riː.kun]，1996年5月2日—）是泰國偶像藝人，為女子偶像團體BNK48 Team BIII成員，同時擔任BNK48的總隊長和支配人。她也是BNK48最早亮相的29名一期生之一。
自入團之前，她就讀於瑪希敦大學國際學院，並肩負研究助理的工作，與指導教授撰寫學術論文。也因此，入團後她出席了許多泰國國內及國外的科學活動，甚至泰國航太單位宣稱將與他國合作，於2019年將她的肖像隨著人造衛星送上太空。此外，她也是一名Cosplay愛好者。

## 經歷

### 偶像

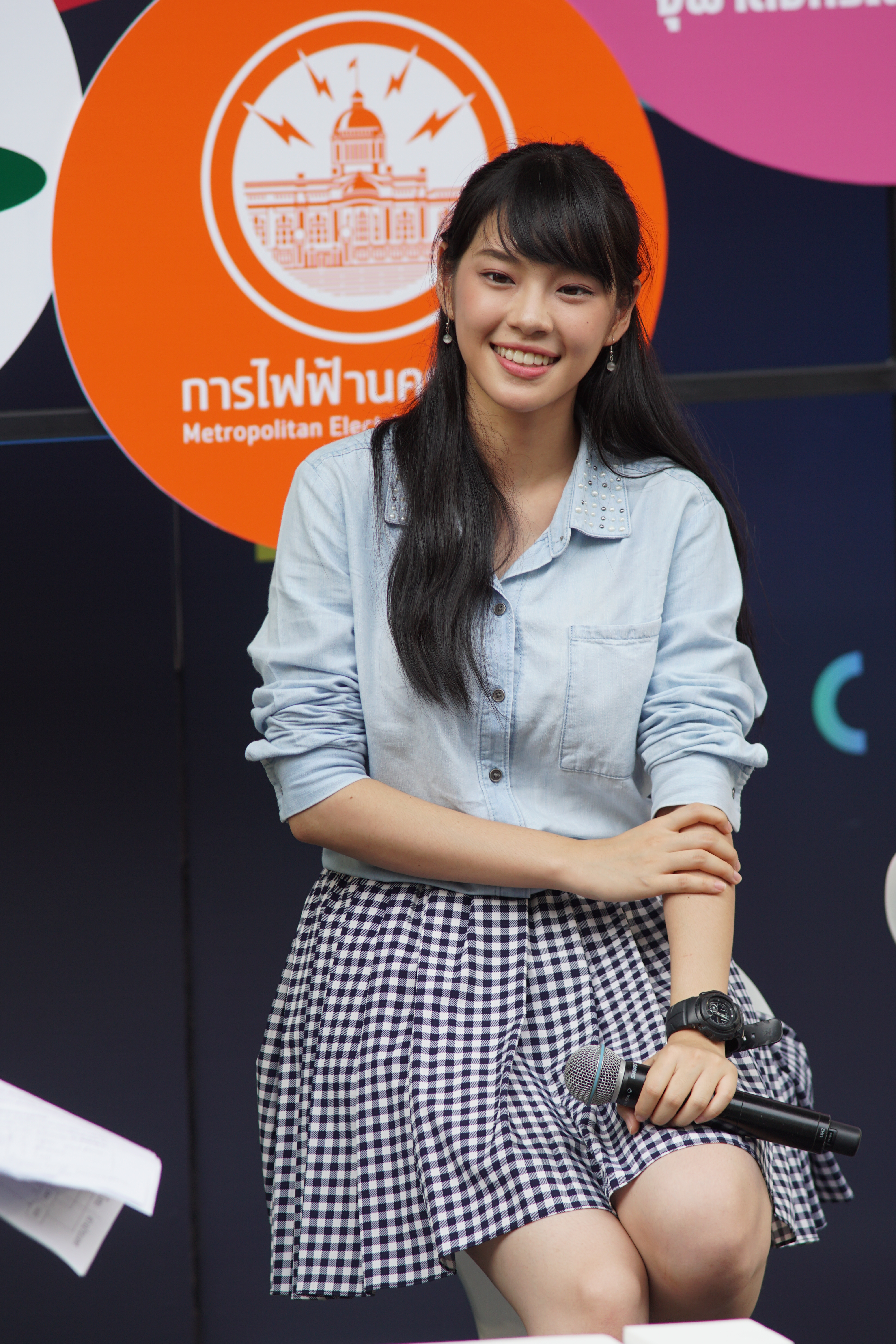
丘普朗出席公開場合

丘普朗本身是日本動畫迷，在觀看以AKB48作為題材的動漫《AKB0048》時初次認識了48 Group。她開始了解這個團體真實存在，並在不久之後成為粉絲，她所尊敬的成员包括曾任NMB48总队长的山本彩。
2016年7月，AKB48在曼谷成立的姊妹團BNK48舉辦成員徵選活動，20歲的丘普朗也被吸引，然而最初的徵選條件僅限12歲至18歲年紀的女孩報名，直到後來放寬限制到22歲，她才得以報名成功。雖然父親不同意她的偶像夢，她還是毅然決然參加徵選。當被問到成為偶像團體一員的動機時，她回答：「我是AKB48的粉絲，我想明白我的偶像成名之前經歷了哪些酸甜苦辣」。當時超過1,500人報名了徵選活動，但是最後只剩包括丘普朗在內的29人通過最終審查，以BNK48研究生的身份在2017年日本博覽會首度公開亮相。
2017年6月，當BNK48正式出道，丘普朗入選出道單曲《好想見你 – Yak Cha Dai Phop Thoe》的16人選拔組，同時獲任命為BNK48的總隊長。樂團La-Ong-Fong的成員、同時身兼BNK48音樂製作人的彭楚克·皮薩善蓬（Pongchuk Pissathanporn）曾稱讚她的領導能力及責任心，表示這也是運營認為她適合當隊長的原因。作為懂日語的泰國成員之一，她也時常協助自AKB48移籍的日本成員伊豆田莉奈。12月24日，她升格為正式成員，成為該團第一支隊伍Team BIII的一員。
2018年，「AKB48第53張單曲世界選拔總選舉」首度開放日本以外的48 Group姊妹團成員參與總選舉，包括丘普朗在內共有10名BNK48成員報名此次活動，與其他姊妹團成員角逐100個入選名額。2018年6月16日，於日本名古屋巨蛋發表最終結果，她一共獲得了26,202票，名列第39名，成為「Next Girls」並獲得參與第53張單曲《感傷列車》中的《不是朋友嗎？》演唱的機會，當天還以小分队“WRD48”中心成員身份和其他姊妹團成員共同表演了《戀愛的幸運餅乾》。
2018年12月至2019年1月，BNK48举办了第一次总选举“BNK48第6張單曲選拔總選舉”，丘普朗于2019年1月26日的开票仪式中以84,195票获得第一，首次获选单曲主打曲Center。

### 演員
2018年，她擔綱由知名導演柏德潘·王般執導的恐怖片《借來的100天》女主角，該片於2018年10月25日於泰國上映。

## 個人
丘普朗來自泰國南部地區的宋卡府合艾，她的祖父母都是华人，家人为她取了中文名「刘秀敏」。原本一家人生活於山丘上，之後她搬至曼谷居住。她在曼谷的一所另類學校隆阿倫學校（Roong Aroon School）接受中等教育。她認知到自己過著太平淡的生活，而不知道人生的目標為何，因此和母親商談後決定進入另類學校就讀。在學校，她發現自身的數學與自然表現優於美術，對科學實驗等相關事務具有熱忱，並受到她的自然老師啟發，希望未來能成為一名科學家。除此之外，每年學校表演活動的鼓手及啦啦隊員也都由她擔任。
在另類學校完成學業後，她獲得瑪希敦大學國際學院的錄取。於學校她主修化學、副修物理，她曾表示物理化學、量子化學及太空科學是她最有興趣也是未來最期望投入研究的領域。同時，在大學內她發現自己對於Cosplay充滿興趣，而後成為Cosplayer參與活動。
在大學二年級和三年級期間，她肩負研究助理的工作，撰寫了一篇有關藍瓶實驗的學術論文，並刊載於2017年11月的《皇家學會開放科學》。由於她的科學學識背景，被邀請參加許多學術活動，例如2018年3月29日天宮一號再入的研討會，以及同年6月1日的同步輻射光研究所成立十週年活動。此外，她也跟隨泰國代表隊前往英國參加2018年切爾滕納姆科學節的科學傳播比賽。

## 人氣
2018年1月，丘普朗的Instagram官方帳號在BNK48成員中擁有最多的追蹤者，她的握手會隊列也往往大排長龍。許多人認為她是BNK48的代表人物。
2017年8月，泰國東北部地區蒙受嚴重水災，八張她與BNK48其他成員的親筆簽名照為災民義賣募款，其中她的親筆簽名照募得77,000元泰銖，總計共募得246,000元泰銖。

## 榮譽
2017年9月20日，泰國青年節當天曾任扶輪社社長、前泰國副總理陳裕財頒授「乍都節少年」獎項給她。
2018年，國家佛教辦公室任命她成為當年萬佛節佛教大使。同年3月9日，她和兩名BNK48的隊友被任命為在曼谷舉辦的2018年教育生活展形象大使， 並接受頌莎瓦麗王妃的頒獎。
她的粉絲也為泰北楠府的一所學校集資，進而於該所學校興建附設電腦室的科學圖書館，並以她命名。

## 音樂作品

### BNK48單曲CD
|     | 發行日期       | 單曲名稱         | 參與歌曲名稱                              | MV | 備註                 |
| --- | -------------- | ---------------- | ----------------------------------------- | -- | -------------------- |
| 1st | 2017年08月08日 | 好想見你         | 好想見你 （อยากจะได้พบเธอ）                             | ★  | A面曲 首次進入選拔組 |
| 1st | 2017年08月08日 | 好想見你         | 大聲鑽石 （ก็ชอบให้รู้ว่าชอบ）                             |    |                      |
| 1st | 2017年08月08日 | 好想見你         | 365天的紙飛機 （365 วันกับเครื่องบินกระดาษ）                        |    |                      |
| 2nd | 2017年12月15日 | 戀愛的幸運餅乾   | 戀愛的幸運餅乾 （คุกกี้เสี่ยงทาย）                       | ★  | A面曲                |
| 2nd | 2017年12月15日 | 戀愛的幸運餅乾   | BNK48                                     |    | 首次擔任Center       |
| 3rd | 2018年05月07日 | 初日             | 初日 （วันแรก）                                 | ★  | A面曲                |
| 3rd | 2018年05月07日 | 初日             | 櫻花花瓣 （ความทรงจำและคำอำลา）                             |    |                      |
| 3rd | 2018年05月07日 | 初日             | 驚喜之淚！ （ประกายน้ำตาและรอยยิ้ม!）                           |    |                      |
| 4th | 2018年09月21日 | 你就是旋律       | 你就是旋律 （เธอคือ...เมโลดี้）                           | ★  | A面曲                |
| 5th | 2018年12月18日 | BNK Festival     | BNK Festival （บีเอ็นเคเฟสติวัล）                         | ★  | A面曲                |
| 5th | 2018年12月18日 | BNK Festival     | 無望之淚 （ถึงแม้จะมีน้ำตา）                             |    | 与Music的对唱曲      |
| 6th | 2019年03月15日 | Beginner         | Beginner                                  | ★  | A面曲 Center         |
| 7th | 2019年10月31日 | 去77個美麗的街道 | 去77個美麗的街道                          | ★  | A面曲 Center         |
| 7th | 2019年10月31日 | 去77個美麗的街道 | It's Life (Ost. BNK48 Documentary)        | ★  | solo曲               |
| 7th | 2019年10月31日 | 去77個美麗的街道 | สายซับ (Ost. ONE YEAR 365 วัน บ้านฉัน บ้านเธอ) | ★  |                      |
| 8th | 2020年03月0    | High Tension     | High Tension                              | ★  | A面曲                |
| 9th | 2020年07月26日 | Heavy Rotation   | Heavy Rotation                            | ★  | A面曲                |

### AKB48單曲CD
|      | 發行日期       | 單曲名稱      | 參與歌曲名稱      | 分隊名義   | 收錄版本 | MV | 備註 |
| ---- | -------------- | ------------- | ----------------- | ---------- | -------- | -- | ---- |
| 53rd | 2018年09月19日 | 感傷列車 （センチメンタルトレイン） | 不是朋友吗？ （友達じゃないか?） | Next Girls | Type-A   | ★  |      |

### BNK48专辑CD
|     | 發行日期       | 专辑名稱 | 參與歌曲名稱    | MV | 備註   |
| --- | -------------- | -------- | --------------- | -- | ------ |
| 1st | 2018年08月04日 | RIVER    | RIVER           | ★  | 主打曲 |
| 2nd | 2019年08月28日 | Jabaja   | Jabaja          | ★  | 主打曲 |
| 2nd | 2019年08月28日 | Jabaja   | BYE BYE PLASTIC | ★  | Center |

## 影视作品

### 電影
| 年份 | 電影                | 角色              | 備註   | 參考          |
| ---- | ------------------- | ----------------- | ------ | ------------- |
| 2018 | 《BNK48：女孩別哭》 | 自己              | 紀錄片 |               |
| 2018 | 《借來的100天》     | 普里瑪·旺楚辛（พริมา วงษ์สุทิน） | 女主角 | [ 24 ] [ 25 ] |
| 2019 | 《BNK48：一鏡過》   | 自己              | 紀錄片 |               |
| 2025 | 《邪降女帝》        | 女主角            |        |               |

### 电视剧
- 《烈焰之花》饰演 Lamjuan[43][44][45]

## 备注
1. ↑  出生于宋卡府合艾[1]

## 外部連結
- BNK48官方網站成員介紹頁（页面存档备份，存于） （英文）
- 丘普朗·阿瑞昆的Facebook專頁 （泰文）
- 丘普朗·阿瑞昆的Instagram帳戶 （泰文）